# 道格拉斯·福赛思
托马斯·道格拉斯·福赛思爵士 KCSI CB FRGS（1827年10月7日—1886年12月17日），英属印度的行政官及外交官。

## 生平

### 早年
1827年10月7日，福赛思出生于英国英格兰的伯肯黑德。父亲托马斯·福赛斯是利物浦的商人，道格拉斯·福赛思是父亲的第十个孩子，他有个哥哥是大律师威廉·福赛思:1。
道格拉斯·福赛思曾就读于舍伯恩公学和拉格比公學，并曾接受私人补习。后来，福赛思进入黑利伯里的东印度公司书院，并在该校学习至1847年12月。

### 任职英印
1848年1月，福赛思启程前往印度，于1848年3月抵达加尔各答。他在加尔各答的东印度公司学院获得了波斯语、印度斯坦语和印地语的荣誉学位，并于1848年9月被派到印度北部的萨哈兰普尔，在行政官爱德华·桑顿手下任职。1849年3月，不列颠东印度公司在第二次英国锡克战争中吞并旁遮普，福赛思参与了新设的旁遮普省的管理，并被省行政委员会主席亨利·劳伦斯爵士任命为帕克帕坦的副专员。不久后，福赛思被达尔豪斯勋爵任命为西姆拉的助理专员。1850年，福赛思与爱丽丝·玛丽结婚，玛丽的父亲是来自英国伦敦埃奇韋爾卡农斯公园的托马斯·普卢默。其后，福赛思一直待在坎格拉，直至1854年因脑炎发作返回英格兰治疗。再次回到印度后，福赛思曾先后在古尔达斯普尔和拉瓦尔品第担任副专员，后于1855年调任乌巴拉。
1857年，印度民族起义爆发，身处乌巴拉的福赛思很早就发现了印度人的不满迹象，并一直保持警惕，且加自己的发现迅速上报，为英国最终剿灭起义起到了积极作用。在英军占领德里后，福赛思曾被任命为追捕起义军的特别专员，负责审查有关坎普尔起义军领袖那那·萨希布·佩什瓦二世的资料。福赛思抵达勒克瑙，并目睹了叛军撤离该市。随后，福赛思先后担任詹姆斯·奥特拉姆、罗伯特·蒙哥马利和查尔斯·约翰·温菲尔德的秘书。1860年，福赛思被任命为旁遮普的专员。福赛思凭借在印度民族起义期间的出色表现被授予了巴斯勋章的三等勋章。
1867年，福赛思出访拉达克首府列城，以期让克什米尔官员取消对新疆与旁遮普间贸易的限制。出访返回后，他在康格拉河谷的帕拉姆普尔举办了年度集市，并邀请新疆和中亚的商人参加。这些经历让他此后开始致力于改善英印政府、中亚各国及俄罗斯的关系。印度总督梅奥伯爵派遣福赛思返回英国，并授权他可能的话再前往圣彼得堡与俄罗斯政府确定俄国与阿富汗巴拉克宰王朝的领土边界。福赛思出访俄国，成功地向俄国政府证明一些争议地区属于喀布尔埃米尔，并得到了俄罗斯政府的承认。
1869年，福赛斯回到印度。其时，原浩罕汗国将领阿古柏在中国新疆的叶尔羌和喀什噶尔建立了统治政权，占有整个南疆地区。阿古柏为与英印当局建立联系，争取英国支持，派亲信米尔扎·沙迪赴印度会见英国总督，并提出希望英印当局派遣一名英国军官到新疆商谈。英印当局决定赠送阿古柏大批军火，并允许其在印度招募工匠回喀什设立军工厂。福赛思被派遣随阿古柏的特使一起返回新疆，他被没有被安排具体的政治任务，主要是去了解阿古柏这个新成立的政权。福赛思从拉合尔出发前往叶尔羌后再返回，历时6个月行程2千英里，因阿古柏正在北疆打仗，未能见到阿古柏。
1872年，马莱尔科特拉发生难陀利派锡克教领袖拉姆·辛格领导的抵抗运动。英印当局立即调派军队前往弹压，福赛斯也被委任前往镇压此次抵抗，但其具体权责似乎并没有被明确定义。时任卢迪亚纳专员兰伯特·考恩违反既定政策处决了很多抵抗者，而福赛斯也予以了支持。抵抗运动被镇压后，英印当局对考恩和福赛斯的行为进行调查后，将两人免职。福赛斯向新出任总督托马斯·巴林提出上诉，尽管裁决未被推翻，但福赛斯于1873年被任命为前往喀什噶尔的特使，从而获得补偿。这次出访是为与阿古柏政权缔结一项商业条约，从而消除双方之间的贸易障碍。1874年2月2日，福赛思代表英国与阿古柏政权签订《英国与喀什噶尔条约》，英国获得了在阿古柏控制区内的贸易权，关税按2.5%收取，并约定双方互派外交使节。返回印度后，福赛斯被授予印度之星爵级司令勋章。1875年，福赛斯作为特使拜会缅甸国王敏同，以解决英国和缅甸之间对克伦尼地区归属的分歧，最终迫使敏同承认克伦尼的独立地位。1876年，福赛斯休假离开印度。1877年，福赛斯从英印政府辞职。

### 晚年
福赛思从政府辞职后一直在印度各个铁路公司工作。1879年，福赛思成立了一家公司，致力于将葡属印度的莫尔穆加奥与英属印度的南马哈拉塔和德干诸邦之间的铁路联系。1883年，福赛思受公司董事会委托访问印度，并汇报工作进展。1886年12月17日，福赛思在伊斯特本去世。

## 相关
南疆沙蜥（Phrynocephalus forsythii）的种加词“forsythii”和英文名“Forsyth's Toadhead Agama”（直译为“福赛思蟾头蜥蜴”）均是为了纪念道格拉斯·福赛思。